# Sedan (Kansas)
Sedan es una ciudad ubicada en el condado de Chautauqua en el estado estadounidense de Kansas. En el año 2010 tenía una población de 1124 habitantes y una densidad poblacional de 562 personas por km².

## Geografía
Sedan se encuentra ubicada en las coordenadas 37°7′42″N 96°11′10″O / 37.12833, -96.18611 (37.128472, -96.186220).

## Demografía
Según la Oficina del Censo en 2000 los ingresos medios por hogar en la localidad eran de $24,324 y los ingresos medios por familia eran $32,574. Los hombres tenían unos ingresos medios de $21,490 frente a los $19,261 para las mujeres. La renta per cápita para la localidad era de $14,153. Alrededor del 11.1% de la población estaban por debajo del umbral de pobreza.